# Ольховка (Куюргазинский район)
Ольховка (баш. Ольховка) — хутор в Куюргазинском районе Республики Башкортостан Российской Федерации. Входит в состав Отрадинского сельсовета.

## География

### Географическое положение
Расстояние до:
- районного центра (Ермолаево): 6 км,
- центра сельсовета (Старая Отрада): 10 км,
- ближайшей ж/д станции (Ермолаево): 8 км.

## Население
| 2002 | 2009 | 2010 |
| ---- | ---- | ---- |
| 27   | ↘24  | ↘16  |

Национальный состав
Согласно переписи 2002 года, преобладающие национальности — русские (30 %), чуваши (26 %).